# 塔拉斯克龍屬
塔拉斯克龍屬是種阿貝力龍科恐龍，生存於白堊紀晚期的法國，得名于法国的传说生物塔拉斯克。塔拉斯克龍是阿貝力龍科中唯一生存於北半球的屬。
在1988年，法國南部的瓦爾省發現一個下頜化石，法國古生物學家埃里克·比弗托（Eric Buffetaut）將這化石與其他歐洲大型獸腳類化石進行比對，發現這個下頜化石類似阿貝力龍科；比弗托也提出某些早年被命名的斑龍的種，例如：M. pannoniensis、M. hungaricus、M. lonzeensis，由於化石過於稀少，狀態應為疑名。當他在里昂大學研究該大學保存、管理的化石時，發現一些早年被挖掘出的獸腳類化石，挖掘人身分不明，也類似阿貝力龍科。在1991年，埃瑞克·比弗托、Jean Le Loeuff將這些化石進行敘述、命名，模式種是薩鲁维伊塔拉斯克龍（T. salluvicus）。屬名中的Tarasque，是法國南部與西班牙民間傳說中的吃人怪獸；種名則是以高盧人的一個部落薩鲁维伊人為名，薩鲁维伊人在古典時代生存於馬賽周圍。
正模標本（編號PSL 330201）是一個股骨的上半段，長22公分，地質年代為坎潘階下層。副模標本（編號PSL 330203）是兩節背椎，這些骨頭可能來自於同一個體。編號PSL 330203標本則是一節損害的尾椎。某些發現於西班牙的化石，也被歸類於塔拉斯克龍。根據估計，股骨的完整長度應為35公分，而完整身長約為2.5公尺。
在2003年，奥利弗·劳胡特（Oliver Rauhut）提出塔拉斯克龍缺乏可鑑定特徵，因此狀態應為疑名。
塔拉斯克龍被命名時，被歸類於阿貝力龍科，當時被視為唯一生存於北半球的阿貝力龍科；毖鱷龍發現於荷蘭的馬斯垂克階地層，稍晚也被歸類於阿貝力龍超科，狀態也是疑名。在2003年，羅南·阿蘭（Ronan Allain）提出塔拉斯克龍的化石缺乏阿貝力龍科的可鑑定特徵。

## 大眾文化
塔拉斯克龍出現於探索頻道的電視節目《恐龍星球》（Dinosaur Planet）第三集，塔拉斯克龍被敘述成晚白堊紀南歐群島的頂級掠食動物。

## 外部連結
- 角鼻龍下目
- 塔拉斯克龍簡介 （页面存档备份，存于）
- 恐龍.NET——中國古生物門戶網站。